# Dobře ukrytá rozhledna Járy Cimrmana
Dobře ukrytá rozhledna Járy Cimrmana je rozhledna tyčící se nad městem Březová nad Svitavou v okrese Svitavy v Pardubickém kraji.
Konstrukce je převážně dřevěná s celkovou výškou 20 metrů a vyhlídkovou plošinou ve výšce 15 metrů. Se stavbou se započalo v roce 2006, ta trvala rok. Slavnostní otevření, kterého se účastnili Zdeněk Svěrák, Jaroslav Weigel a Miloň Čepelka, proběhlo dne 17. června 2007. Pata rozhledny se nachází v nadmořské výšce 476 m n. m., její vrchol pak ve 496 m n. m.

## Fotogalerie

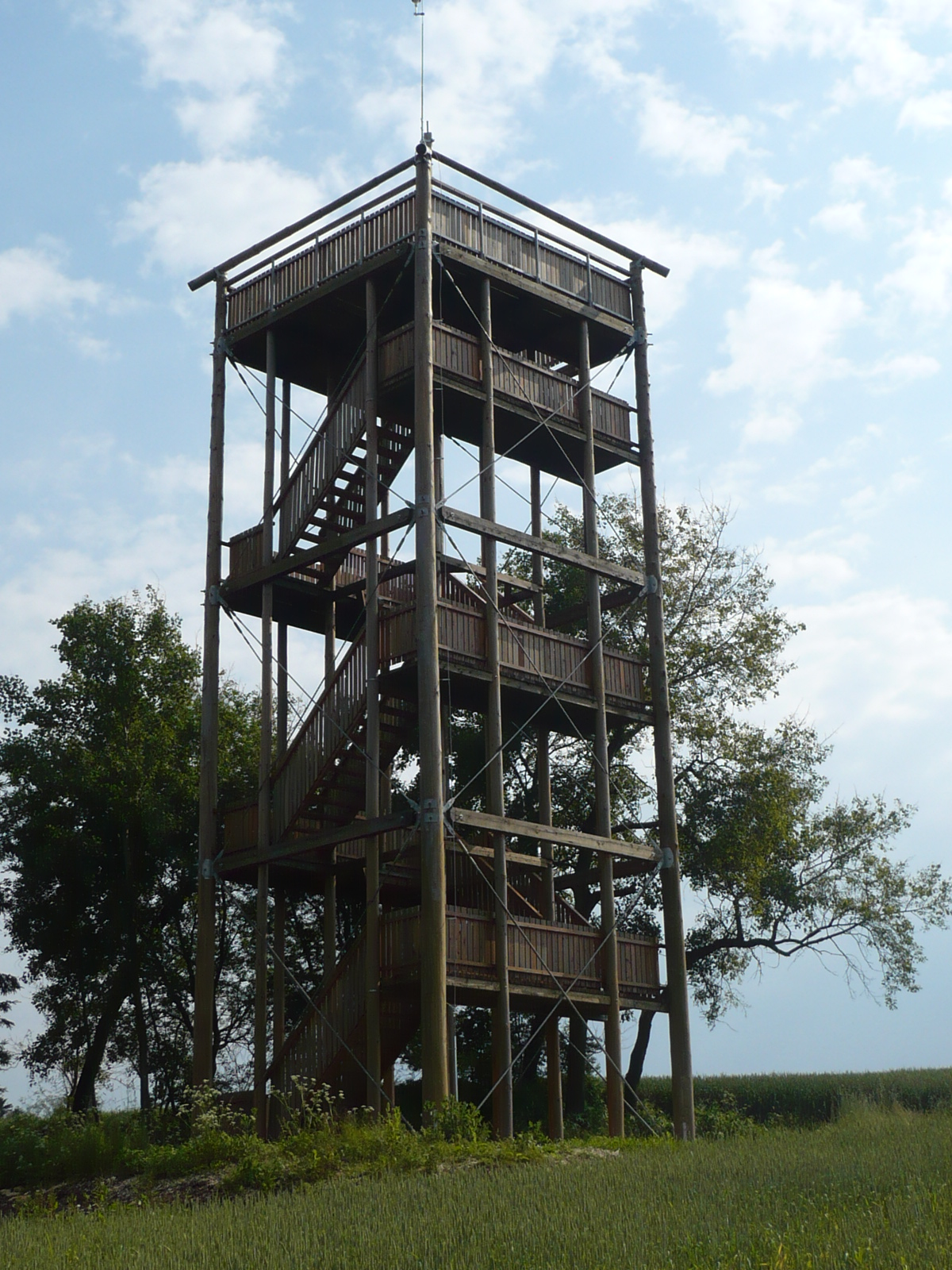
Celkový pohled na rozhlednu
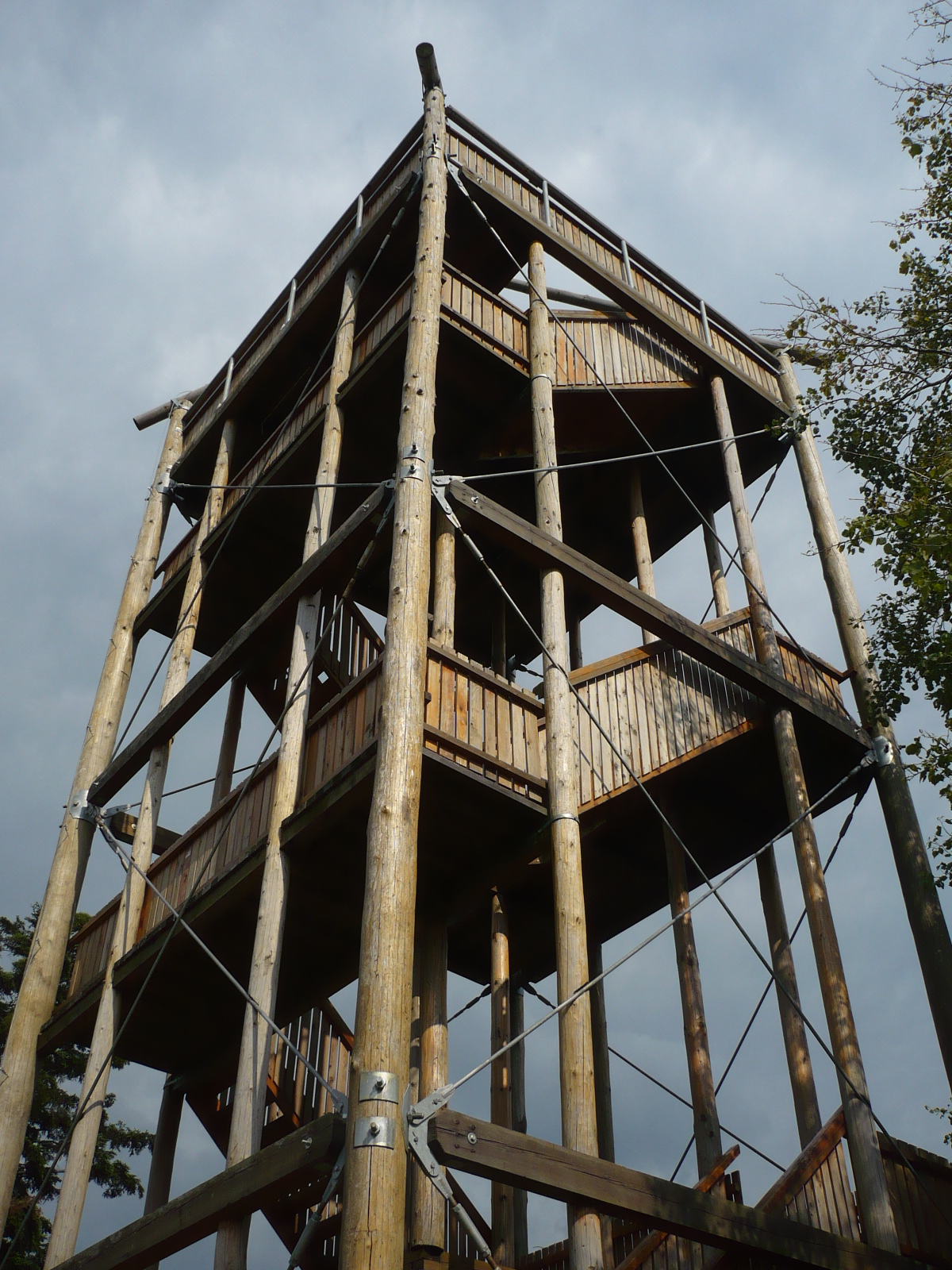
Pohled od paty rozhledny
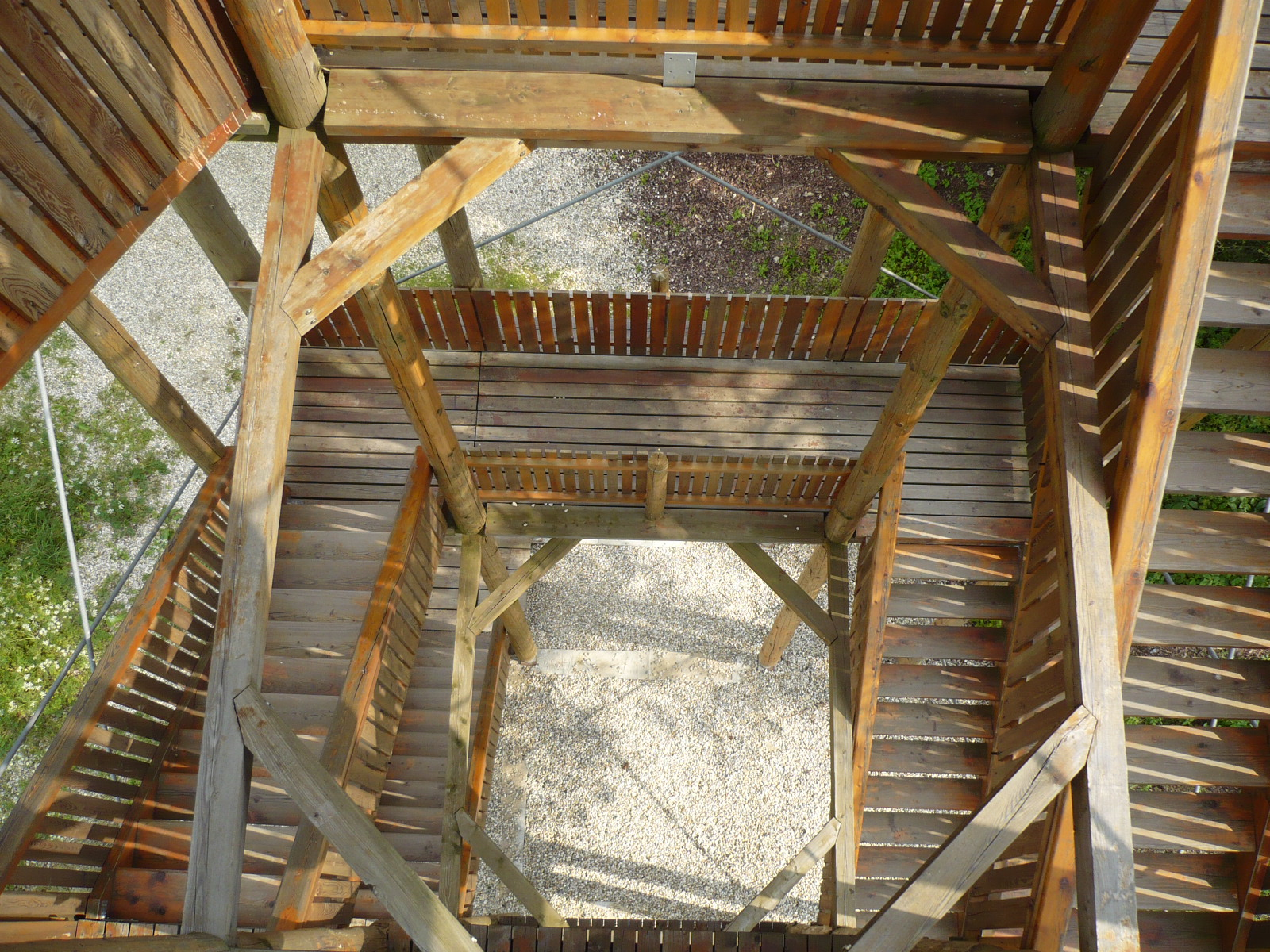
Schodiště vedoucí na vrchol
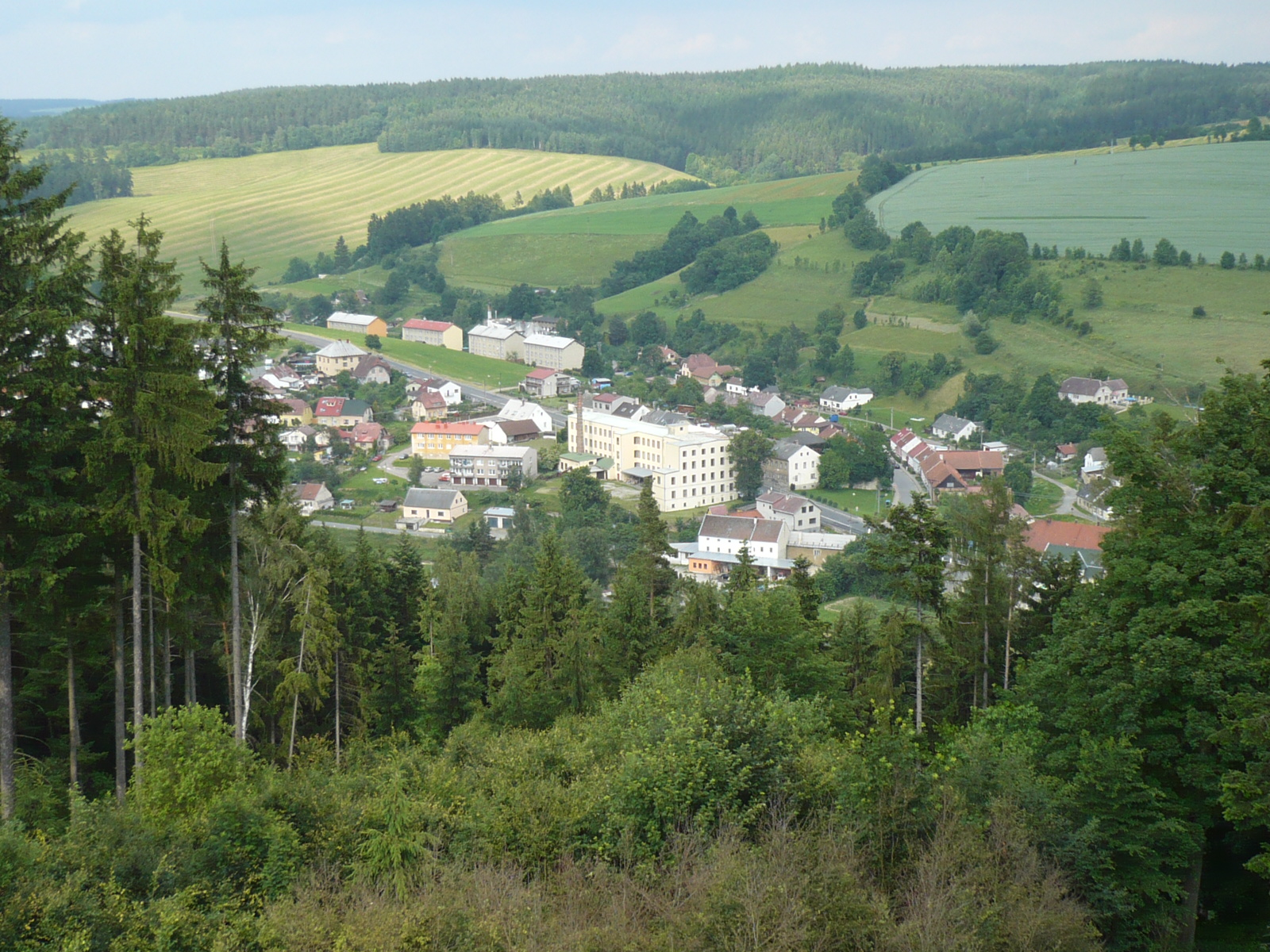
Výhled z rozhledny směrem k Březové nad Svitavou

## Další rozhledny Járy Cimrmana
Jméno Járy Cimrmana nesou i další rozhledny, například údajně nejnižší rozhledna světa v Semilech-Nouzově nebo Maják Járy Cimrmana v Příchovicích u Tanvaldu.